# Šjao Džja
Šjao Džja (kitajsko 小甲), z osebnim imenom Dzi Gao (子高), je bil kitajski kralj iz dinastije Šang. 
V Zapisih Velikega zgodovinarja ga Sima Čjan navaja kot sedmega kralja dinastije Šang, ki je nasledil svojega brata Da Genga (太庚). Ustoličen je bil v letu dingsi (丁巳) z Bojem (亳) kot glavnim mestom. Vladal je 17 let in posmrtno dobil ime Šjao Džja. Nasledil ga je brat Lu Dži (雍己).
Napisi na orakeljskih  kosteh, izkopanih v Jinšuju, omenjajo, da je bil šesti kralj dinastija Šang, ki je nasledil svojega brata Da Genga (大庚), in bil  posmrtno imenovan Šjao Džja (小甲). Nasledil je njegov nečak Da Vu (大戊).